# Kỳ Anh (thị xã)
Kỳ Anh là một thị xã ven biển nằm ở phía đông nam tỉnh Hà Tĩnh, Việt Nam.

## Địa lý
Thị xã Kỳ Anh nằm ở phía đông nam tỉnh Hà Tĩnh, cách thành phố Hà Tĩnh 50 km, cách thành phố Vinh 100 km về phía nam, có vị trí địa lý:
- Phía đông giáp Biển Đông
- Phía tây và phía bắc giáp huyện Kỳ Anh
- Phía nam giáp huyện Quảng Trạch, tỉnh Quảng Bình.

Thị xã Kỳ Anh có cửa Khẩu, mũi Ròn, ngoài khơi có đảo Sơn Dương, hòn Chim và Đèo Ngang.

## Hành chính
Thị xã Kỳ Anh có 11 đơn vị hành chính cấp xã trực thuộc, bao gồm 8 phường: Hưng Trí, Kỳ Liên, Kỳ Long, Kỳ Nam, Kỳ Ninh, Kỳ Phương, Kỳ Thịnh, Kỳ Trinh và 3 xã: Kỳ Hà, Kỳ Hoa, Kỳ Lợi.

## Lịch sử
Trước năm 2015, toàn bộ thị xã Kỳ Anh ngày nay là một phần huyện Kỳ Anh. Huyện lỵ huyện Kỳ Anh khi đó là thị trấn Kỳ Anh.
Ngày 20 tháng 11 năm 2014, Bộ Xây dựng ban hành Quyết định số 1379/QĐ-BXD về việc công nhận thị trấn Kỳ Anh mở rộng (bao gồm thị trấn Kỳ Anh và các xã Kỳ Trinh, Kỳ Thịnh, Kỳ Long, Kỳ Liên, Kỳ Phương) là đô thị loại IV.
Ngày 10 tháng 4 năm 2015, Ủy ban Thường vụ Quốc hội ban hành Nghị quyết số 903/NQ-UBTVQH13 về việc thành lập thị xã Kỳ Anh và 6 phường thuộc thị xã Kỳ Anh, tỉnh Hà Tĩnh. Theo đó:
- Thành lập thị xã Kỳ Anh trên cơ sở tách thị trấn Kỳ Anh và 11 xã Kỳ Liên, Kỳ Long, Kỳ Phương, Kỳ Thịnh, Kỳ Trinh, Kỳ Hà, Kỳ Hoa, Kỳ Hưng, Kỳ Lợi, Kỳ Nam, Kỳ Ninh thuộc huyện Kỳ Anh.
- Chuyển thị trấn Kỳ Anh thành phường Sông Trí.
- Chuyển 5 xã: Kỳ Liên, Kỳ Long, Kỳ Phương, Kỳ Thịnh, Kỳ Trinh thành 5 phường có tên tương ứng.

Thị xã Kỳ Anh có 28.025,03 ha diện tích tự nhiên và 85.508 nhân khẩu với 12 đơn vị hành chính trực thuộc, bao gồm 6 phường: Kỳ Liên, Kỳ Long, Kỳ Phương, Kỳ Thịnh, Kỳ Trinh, Sông Trí và 6 xã: Kỳ Hà, Kỳ Hoa, Kỳ Hưng, Kỳ Lợi, Kỳ Nam, Kỳ Ninh.
Ngày 21 tháng 11 năm 2019, Ủy ban Thường vụ Quốc hội ban hành Nghị quyết số 819/NQ-UBTVQH14 về việc sắp xếp các đơn vị hành chính cấp xã thuộc tỉnh Hà Tĩnh (nghị quyết có hiệu lực từ ngày 1 tháng 1 năm 2020). Theo đó, thành lập phường Hưng Trí trên cơ sở xã Kỳ Hưng và phường Sông Trí.
Ngày 17 tháng 7 năm 2020, Bộ Xây dựng ban hành Quyết định số 942/QĐ-BXD về việc công nhận thị xã Kỳ Anh là đô thị loại III.
Ngày 14 tháng 11 năm 2024, Ủy ban Thường vụ Quốc hội ban hành Nghị quyết số 1283/NQ-UBTVQH15 về việc sắp xếp đơn vị hành chính cấp huyện, cấp xã của tỉnh Hà Tĩnh giai đoạn 2023 – 2025 (nghị quyết có hiệu lực từ ngày 1 tháng 1 năm 2025). Theo đó, thành lập phường Kỳ Nam và phường Kỳ Ninh trên cơ sở các xã có tên tương ứng.
Ngày 27 tháng 12 năm 2024, Bộ Xây dựng ban hành Quyết định số 1255/QĐ-BXD về việc công nhận khu vực dự kiến thành lập phường trên địa bàn thị xã Kỳ Anh đạt các tiêu chuẩn trình độ phát triển cơ sở hạ tầng đô thị của phường thuộc đô thị loại III.
Thị xã Kỳ Anh có 8 phường và 3 xã trực thuộc như hiện nay.

## Kinh tế
Trên địa bàn thị xã Kỳ Anh có Khu kinh tế Vũng Áng khá phát triển.

## Dân số
Thị xã Kỳ Anh có 20% dân số theo đạo Thiên Chúa.
Thị xã Kỳ Anh có diện tích 280,25 km², dân số năm 2019 là 82.955 người, mật độ dân số đạt 296 người/km².
Thị xã Kỳ Anh có diện tích 280,539 km², dân số năm 2020 là 84.840 người, mật độ dân số đạt 297 người/km².
Thị xã Kỳ Anh có diện tích 285,54 km², dân số quy đổi tính đến ngày 31/12/2024 là 150.226 người. Trong đó: dân số thường trú là 91.612 người và dân số tạm trú đã quy đổi là 58.614 người, mật độ dân số đạt 526 người/km².

## Giao thông

### Đường bộ
Thị xã có tuyến Đường cao tốc Hàm Nghi – Vũng Áng và Đường cao tốc Vũng Áng – Bùng đang được xây dựng đi qua.
Quốc lộ: Quốc lộ 1, tuyến tránh quốc lộ 1, Quốc lộ 12C (nối cảng Vũng Áng với cửa khẩu quốc tế Cha Lo).
Tỉnh lộ: Đường tỉnh 555.
Hầm đường bộ: Hầm đường bộ Đèo Ngang.
Các tuyến đường trung tâm thị xã:
- Đại lộ Việt Lào
- Lê Đại Hành
- Lý Tự Trọng
- Xuân Diệu
- Huy Cận
- Tố Hữu
- Hoàng Xuân Hãn
- Nguyễn Huy Tự
- Chính Hữu
- Nguyễn Trọng Bình
- Nguyễn Huy Oánh
- Nguyễn Trung Thiên.

### Hàng hải
- Cảng Vũng Áng
- Cảng Sơn Dương.

## Hình ảnh

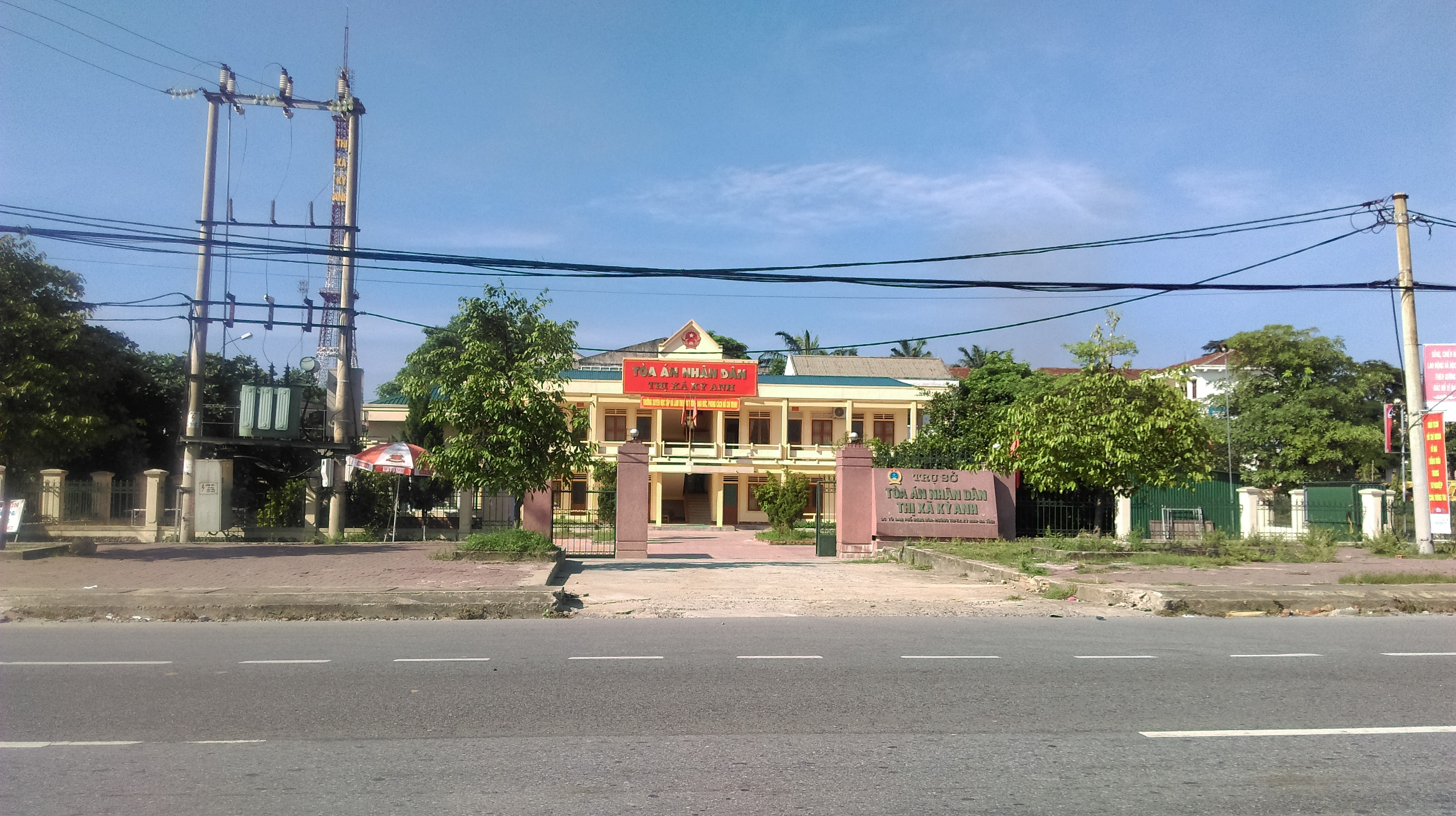
Tòa án nhân dân thị xã Kỳ Anh
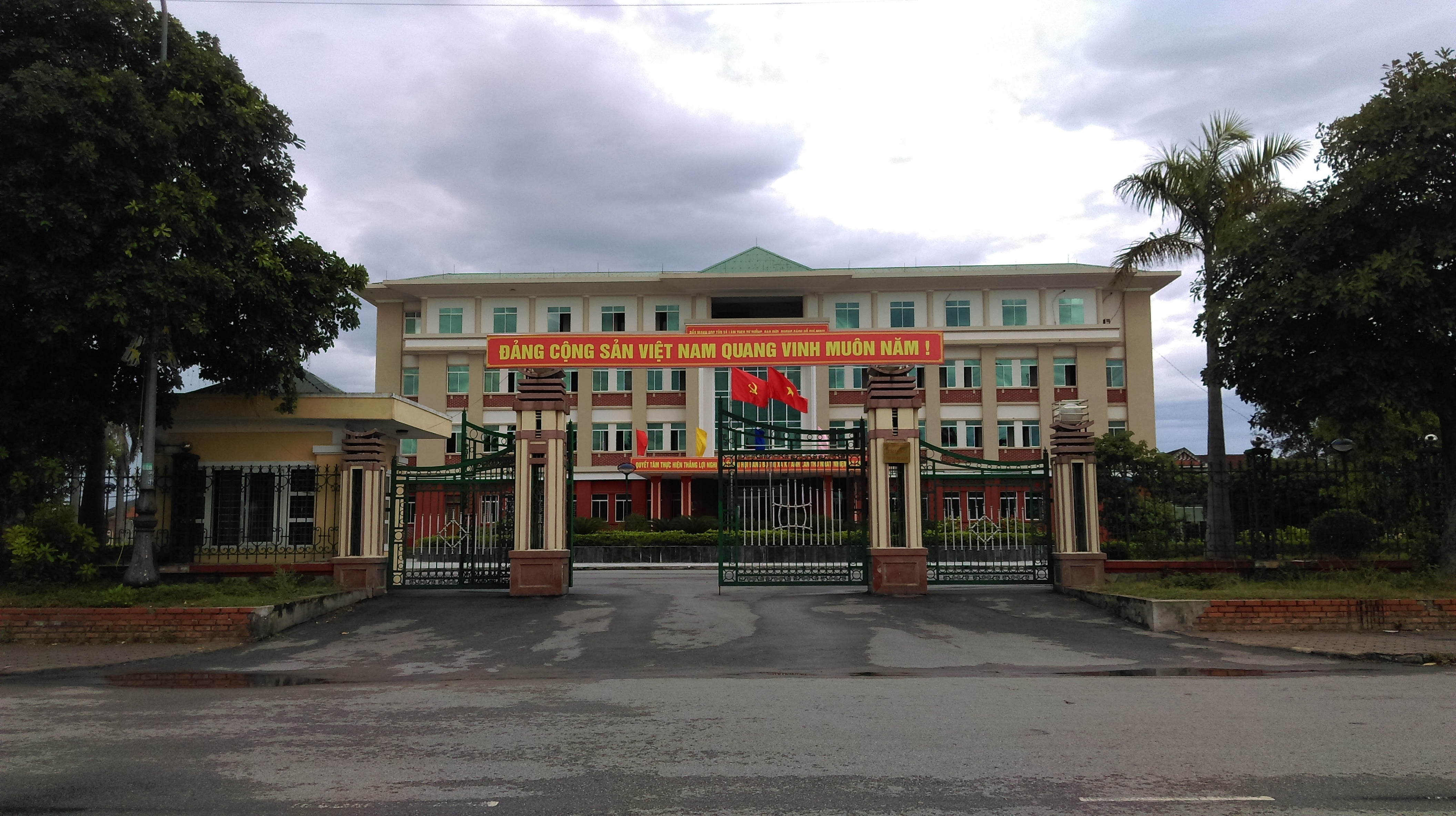
Trụ sở UBND thị xã Kỳ Anh
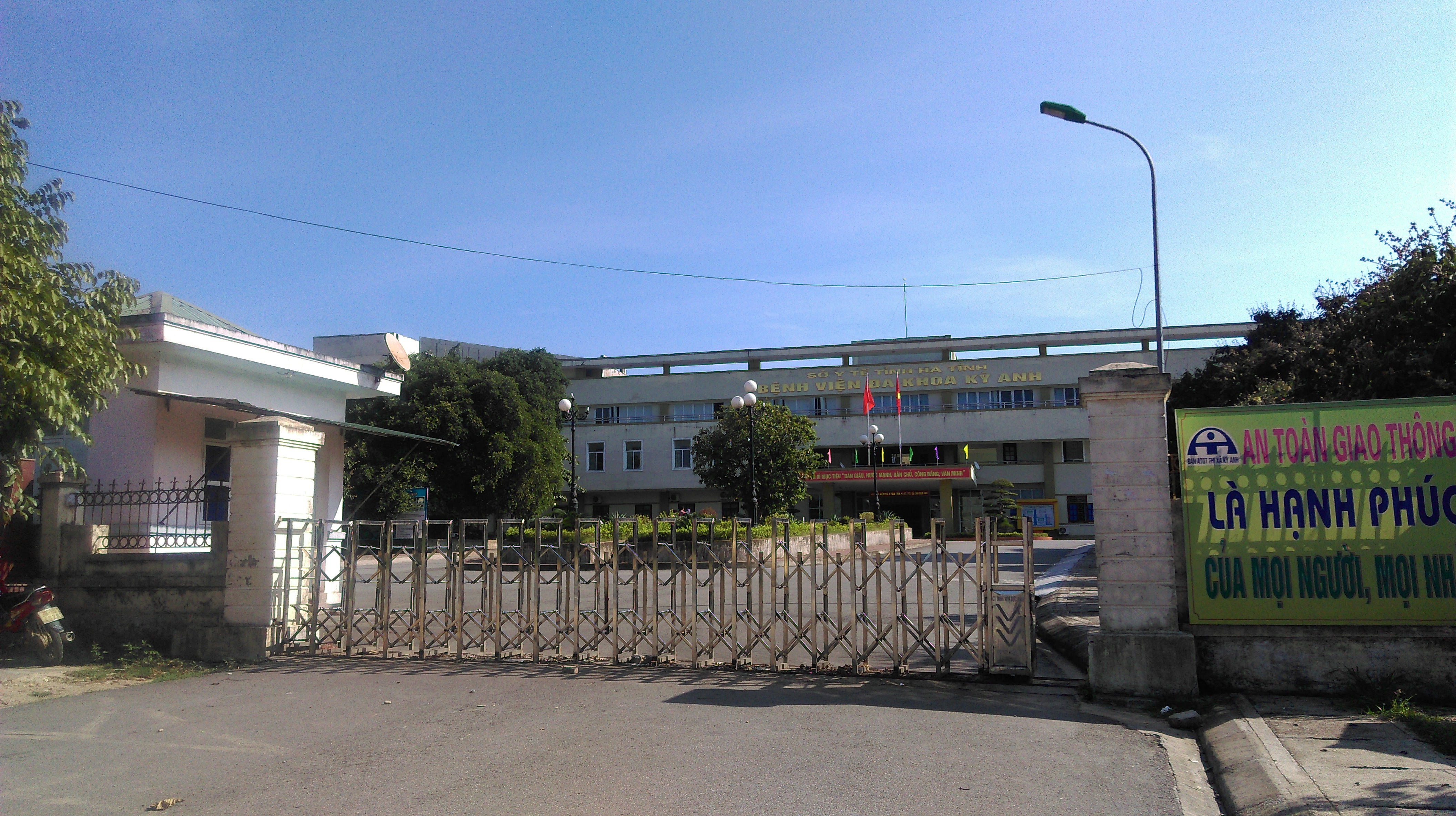
Bệnh viện Đa khoa thị xã Kỳ Anh
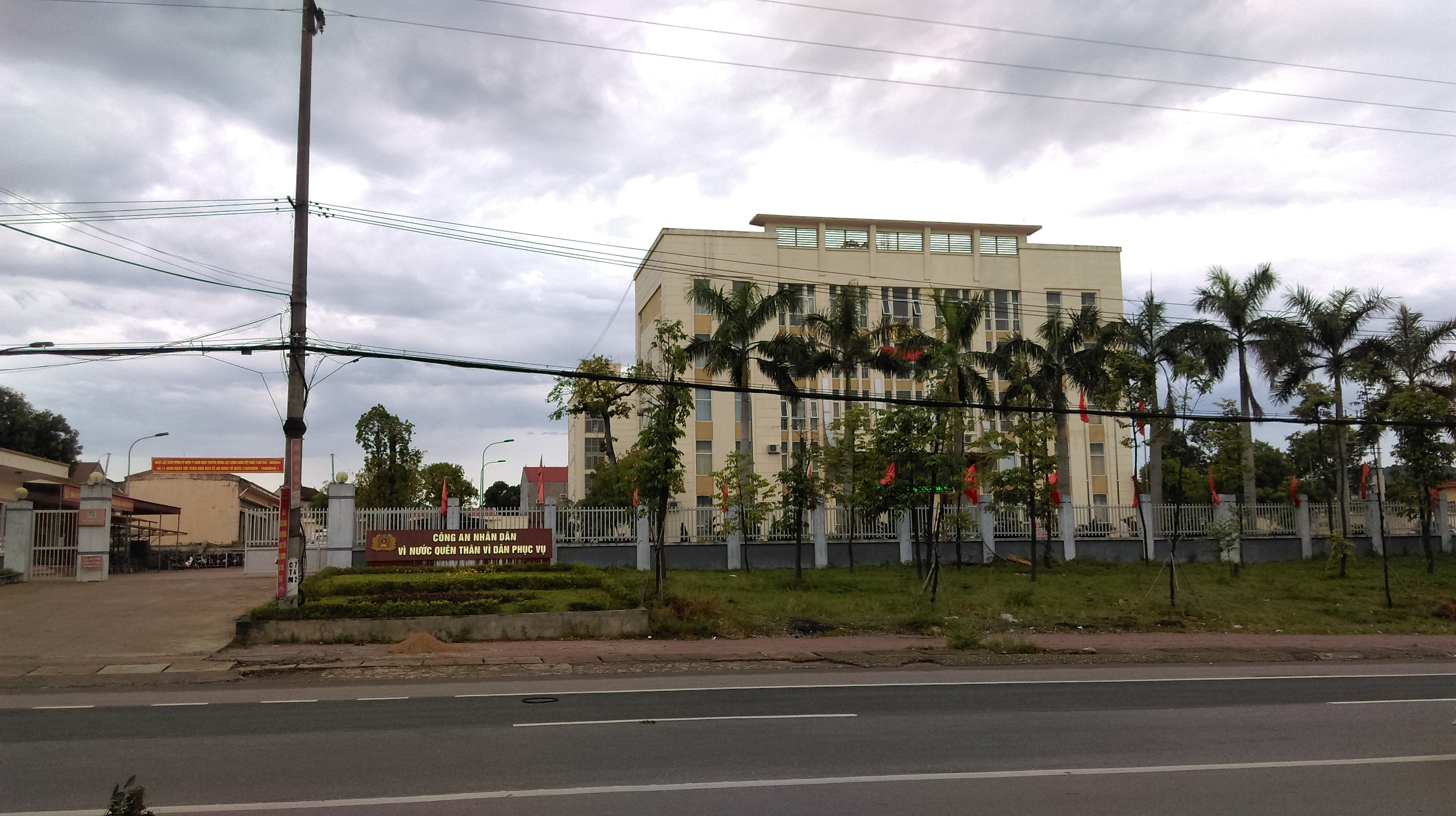
Công an thị xã Kỳ Anh
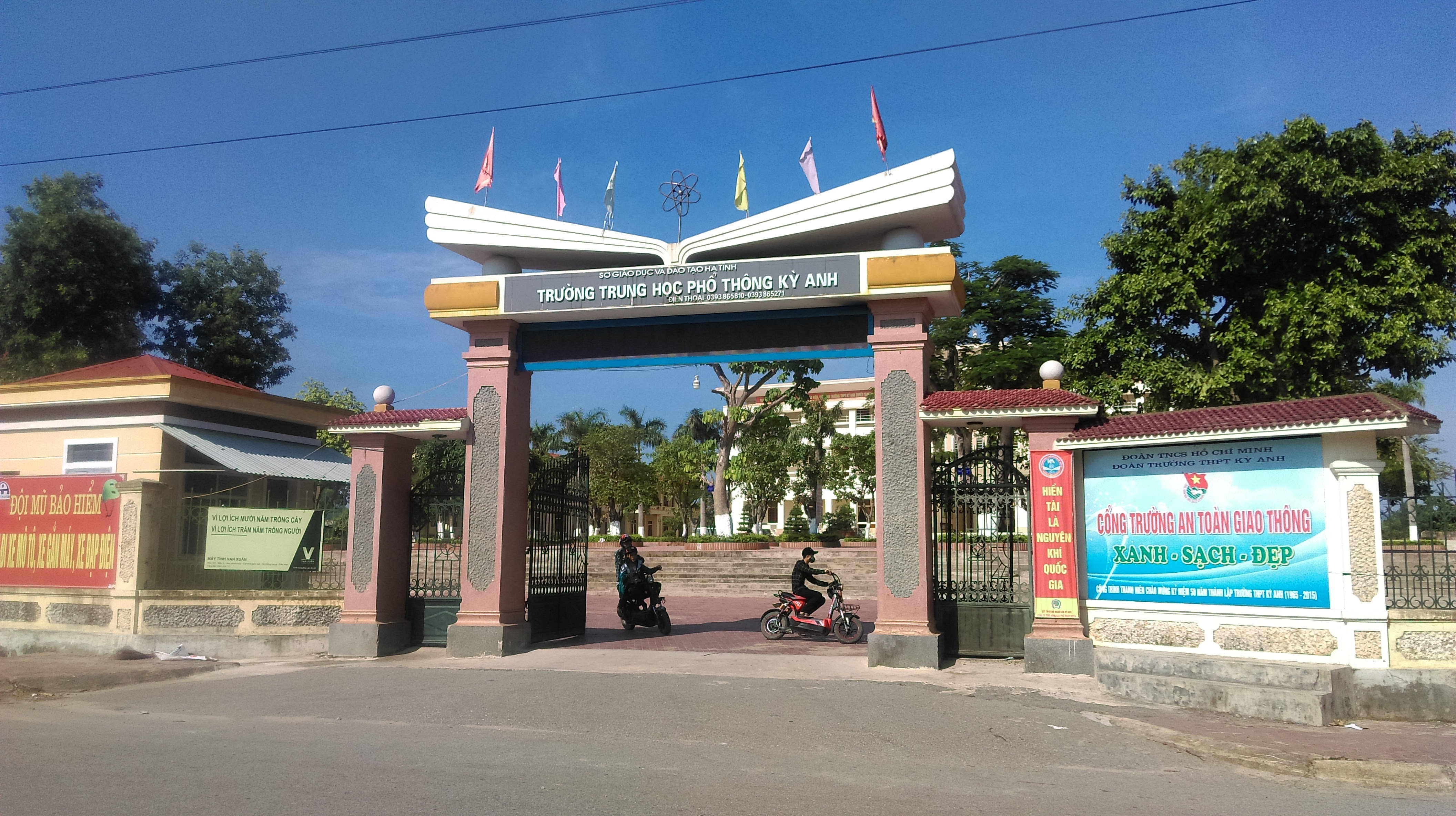
Trường THPT Kỳ Anh
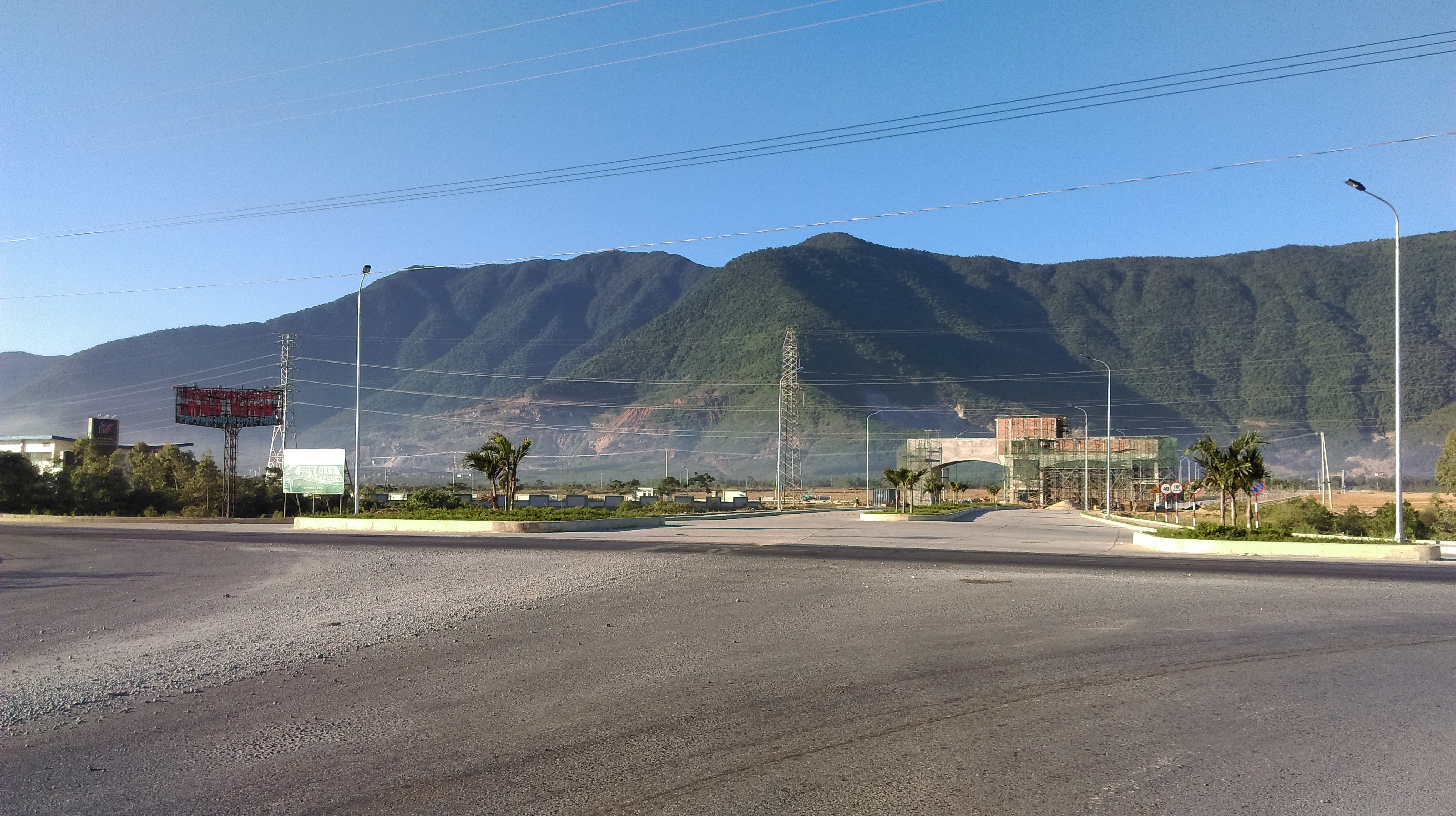
Khu Công nghiệp Phú Vinh